# Trouville, la sortie du port
Trouville, la sortie du port est un tableau réalisé par Pierre Bonnard en 1938-1945. Cette huile sur toile est un paysage urbain exécuté dans une palette à dominante jaune. Elle représente le port de Trouville-sur-Mer, dans le Calvados, alors qu'un voilier y pénètre. Partie des collections du musée d'Orsay, à Paris, l'œuvre se trouve depuis 1977 en dépôt au musée national d'Art moderne, également à Paris.